# Enhydrus latior
Enhydrus latior là một loài bọ cánh cứng trong họ van Gyrinidae. Loài này được Clark miêu tả khoa học năm 1863.